# Queensland Cup
La Queensland Cup è il massimo campionato europeo di rugby a 13 per club nello stato australiano del Queensland. Viene considerata la seconda più importante competizione rugbystica dopo la National Rugby League.

## Storia
Nasce nel 1997, sostituendo ufficialmente nel 1998 la Brisbane Rugby League Premiership esistente dal 1909. Nella stagione 2019 è disputata da quindici squadre.